# Camillo Günther
Paul Camillo Günther (* 29. Mai 1881 in Lauter im Erzgebirge; † 3. Mai 1958 in Hamburg) war ein deutscher Architekt.

## Ausbildung
Camillo Günther wurde im sächsischen Lauter geboren. Für das Schuljahr 1896/1897 wird er als Schüler der Untersekunda im Königlichen Gymnasiums Plauen genannt. Etwa aus dieser Zeit stammt der Schulentwurf eines Vogtländischen Bauernhauses, für den der 16-Jährige einen Preis erhielt. Nach dem Abitur studierte Günther an der Königlich Sächsischen Akademie der bildenden Künste in Dresden. Einer seiner Lehrer zu dieser Zeit war der Architekt des Reichstagsgebäudes, Paul Wallot, mit dem Günther auch nach seiner Studienzeit ein freundschaftliches Verhältnis pflegte. Im dritten Semester wurde Günther für den Entwurf eines Kneiphofs mit dem Carlo-Torniamenti-Reisestipendium ausgezeichnet. Dieser mit 2.300 Mark dotierte Preis ermöglichte ihm eine neunmonatige Studienreise nach Italien, Griechenland und Nordafrika.

## Bauten und Entwürfe
- 1910 gewann Camillo Günther den Architekturwettbewerb für das Rathaus in Schkeuditz, das von 1912 bis 1913 ausgeführt wurde.[3]
- 1912 entwarf Günther den Neubau der Eisengießerei und Maschinenfabrik von Amandus Kahl in Stade.[4]
- Ebenfalls 1912 gewann er den Wettbewerb für das neue Pastorat auf dem Billwerder Ausschlag in Hamburg-Rothenburgsort. (53° 32′ 11,1″ N, 10° 1′ 49,9″ O) Dieses Gebäude existiert nicht mehr.
- Ebenfalls 1912 beteiligte er sich am Wettbewerb für das Gemeindehaus mit Predigtsaal der Kirchgemeinde St. Markus im heutigen Hamburg-Hoheluft-Ost. Sein Entwurf gewann, und nach ihm entstand die Bethlehemkirche an der Gärtnerstraße.[5] Das Gemeindehaus wurde am 1. Oktober 1913 bezogen und die Kirche am 22. Dezember desselben Jahres geweiht.[6] In der Nacht zum 25. Juli 1943 wurden Dach und Fenster der Kirche durch Detonationswellen zerstört. Im Mai 1944 feierte die Gemeinde die Einweihung der wiederhergestellten Bethlehemkirche, doch bereits am 18. Juni 1944 wurde die Kirche bei einem erneuten Luftangriff zerstört.
- 1913 wurde Günther damit beauftragt, das ehemalige Schiffergesellschaftshaus an der Eckernförder Straße in Hamburg-St. Pauli vollständig umzubauen. Es entstand das Ballhaus Zauberflöte, das am 20. Dezember 1913 eröffnet wurde. Auch dieses Gebäude besteht nicht mehr.
- 1914 gewann Camillo Günther den Wettbewerb für die Hamburg-Barmbeker Kirche am Tieloh. Am 21. September wurden die Mittel für den Bau bewilligt. Durch den inzwischen begonnenen Krieg wurde Camillo Günther kriegsdienstpflichtig. Die Militärkommission des Senats ließ ihn jedoch einige Zeit zurückstellen, sodass der Bau beginnen konnte. Die Grundsteinlegung fand am 23. Januar 1916 statt und am  16. Mai 1920 wurde die Kirche geweiht.

Bis 1930 wurden nach Entwürfen von Günter noch mehrere Großwohnhäuser, Einfamilienhäuser, die Hauswäscherei Testorp-Dahnke am Barmbeker Tieloh sowie mehrere Großgaragen gebaut. Der Großteil dieser Gebäude besteht nicht mehr. Zu dieser Zeit baute sich Günther an der Klein Flottbeker Wilhelmistraße ein eigenes Haus, das sich bis heute in Familienbesitz befindet.

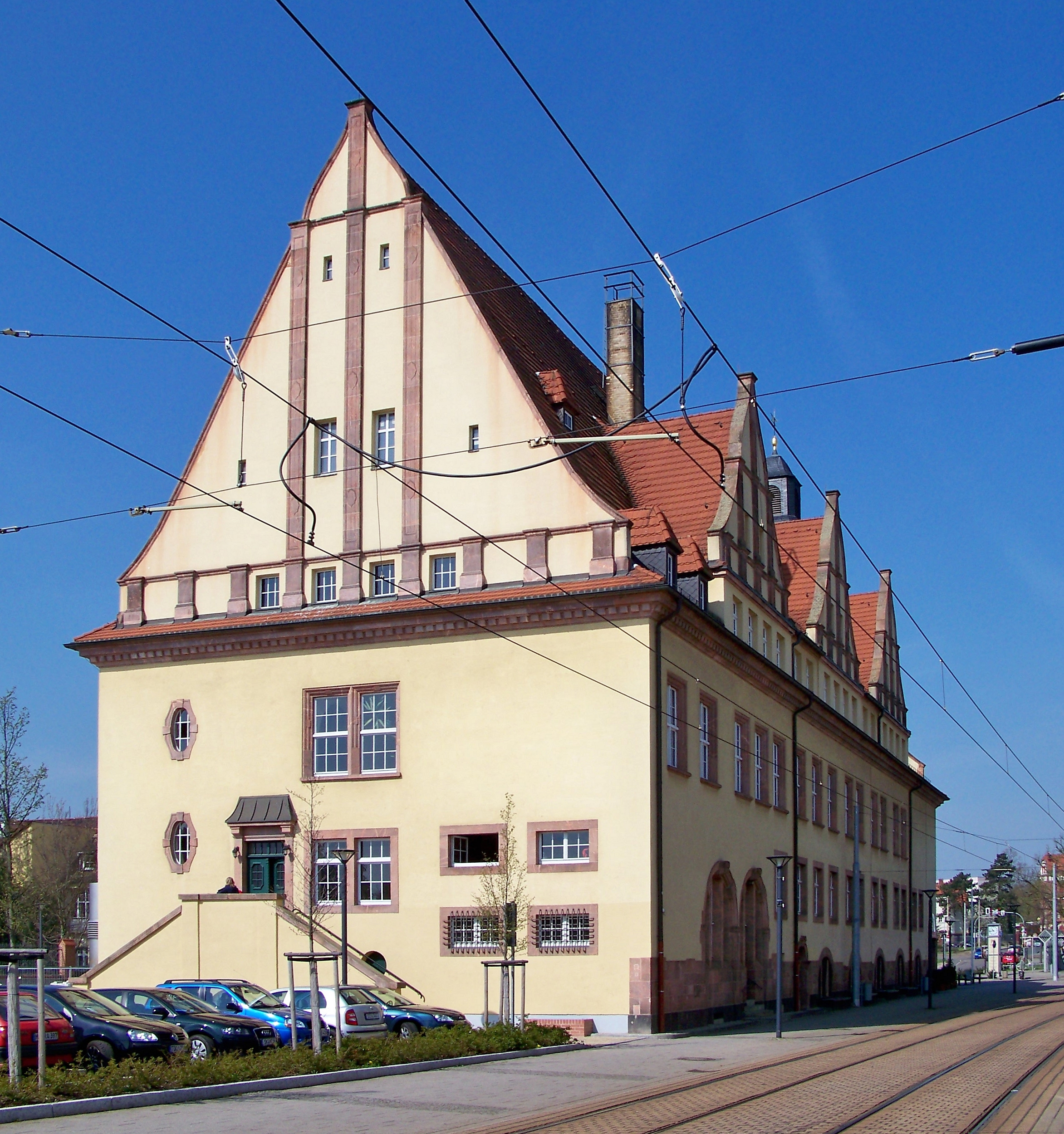
Rathaus Schkeuditz
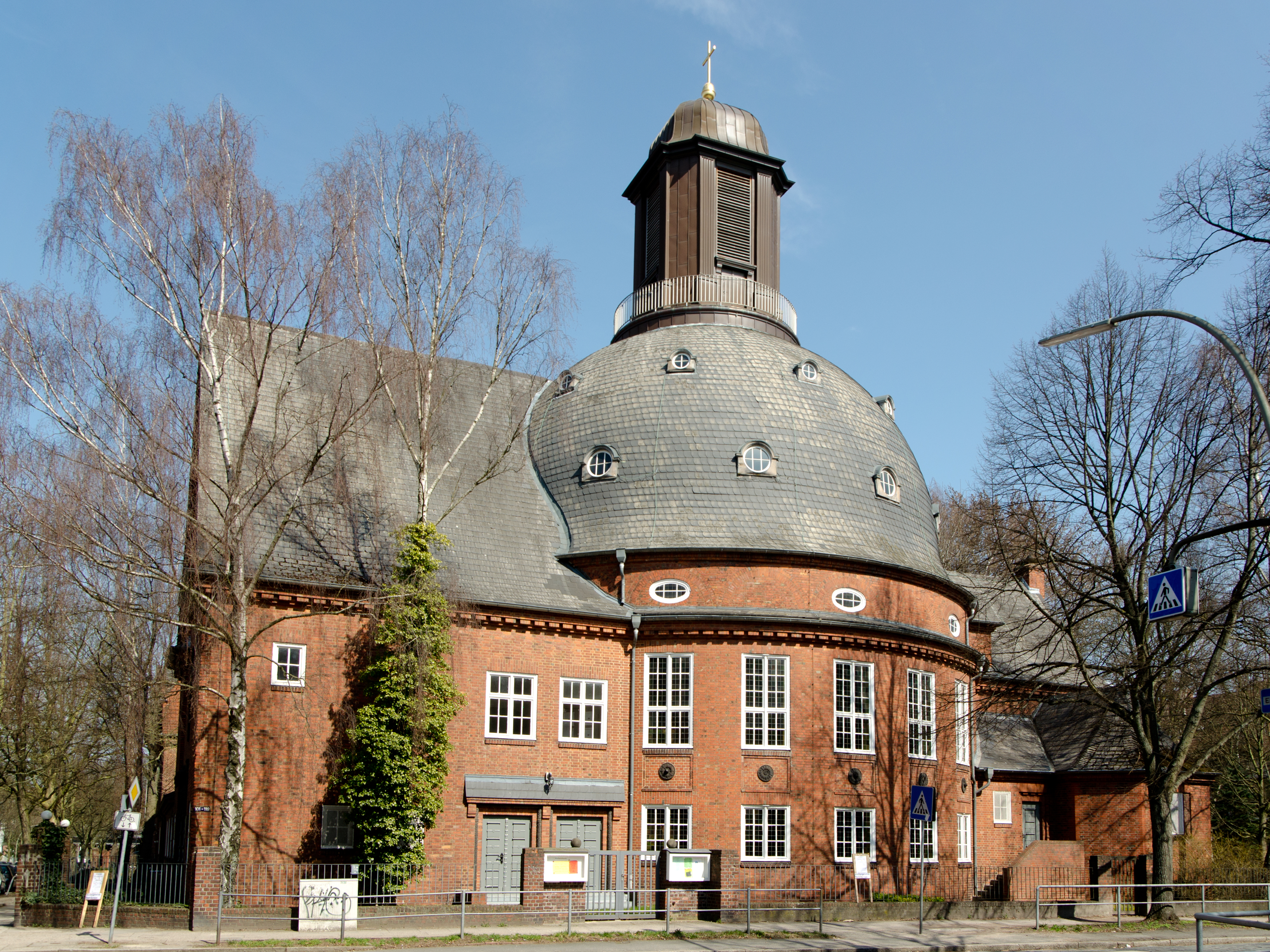
Auferstehungskirche in Hamburg-Barmbek
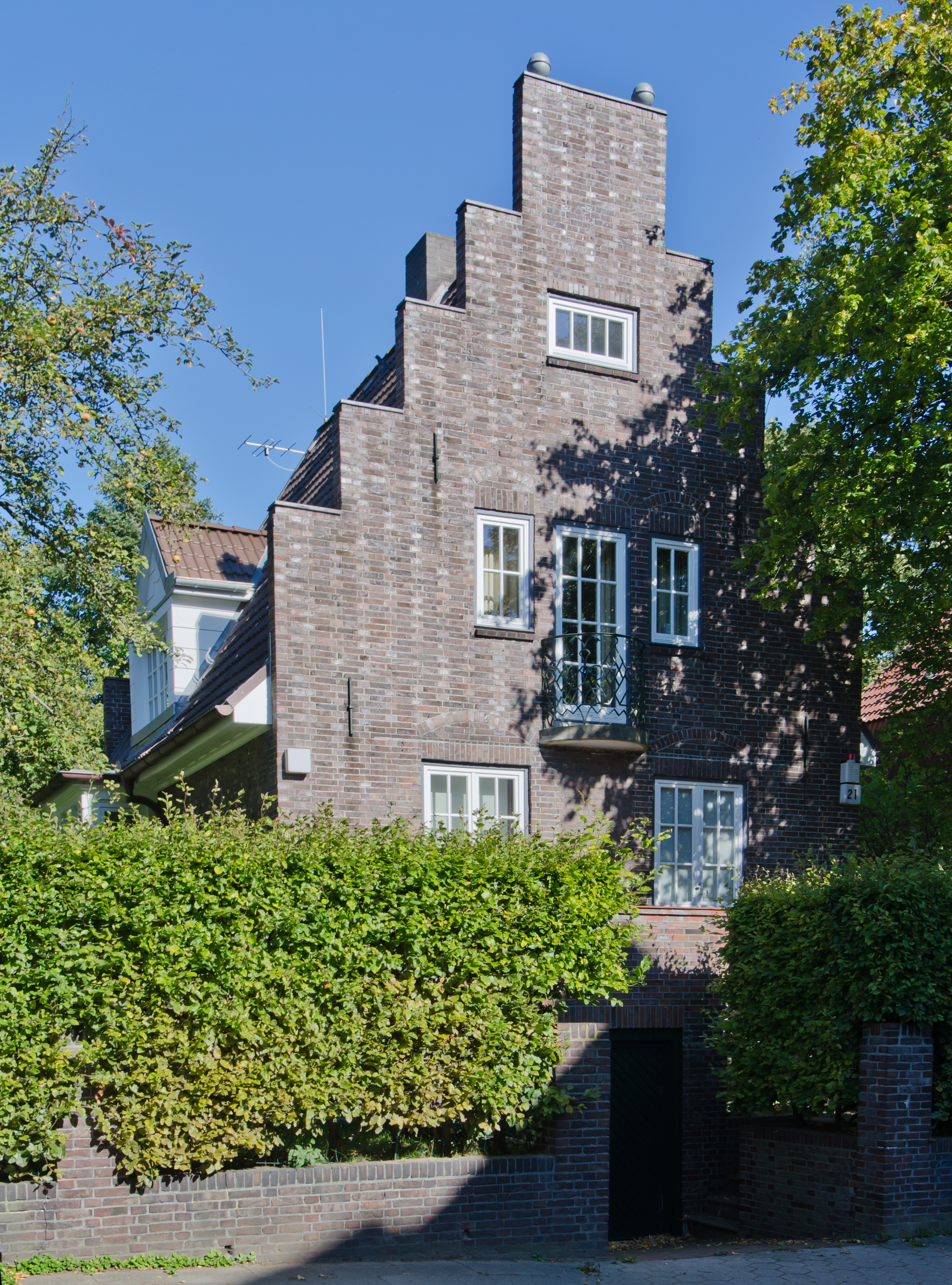
Camillo Günthers Wohnhaus in Hamburg-Klein Flottbek